# 古德龙·贝克曼
古德龙·贝克曼（德語：Gudrun Beckmann，1955年8月17日—），德国女子游泳运动员。她曾代表西德参加1972年和1976年夏季奥林匹克运动会游泳比赛，其中1972年奥运会获得二枚铜牌。